# Óscar Freire
Óscar Freire Gómez (Torrelavega, Cantabria, 15 de febrero de 1976) es un exciclista español que posee el récord de victorias en el Campeonato Mundial de Ciclismo en Ruta (3) junto con Alfredo Binda, Eddy Merckx, Rik Van Steenbergen y Peter Sagan. También poseyó el récord Ruban Jaune (2010). Actualmente es comentarista de ciclismo en la Cadena COPE con Óscar Pereiro, Samuel Sánchez y «Matxin».
Es considerado uno de los mejores esprínteres de la década, centrándose principalmente en victorias de etapas y clásicas. Ha sido tricampeón mundial en los años 1999, 2001 y 2004 y tres veces ganador de la Milán-San Remo en los años 2004, 2007 y 2010, ha conseguido triunfos nunca antes logrados por corredores españoles: el Giro de la Provincia de Lucca (2003), la Flecha Brabanzona (2005, 2006, 2007), la Vattenfall Cyclassics (2006), la Gante-Wevelgem (2008), el maillot verde del Tour de Francia (2008) y la París-Tours (2010); también fue el único en hacer pódium en la E3 Harelbeke (2012). Además, es el único español de toda la historia en hacer pódium en la ya desaparecida Copa del Mundo (2004) y el español con más grandes clásicas (12), seis de las cuales logró en pruebas diferentes (incluyendo el Mundial de Ciclismo en ruta). Participó en tres ediciones de los Juegos Olímpicos: Sídney 2000, Atenas 2004 y Pekín 2008. Fue baja en Londres 2012 por lesión y se retiró del ciclismo tras disputar el mundial de Valkenburg 2012.

## Biografía

### Ciclismo juvenil y aficionado
Su equipo en categoría juvenil fue el C.C. Besaya (1992-1994) con el que consiguió 41 victorias y tres títulos de Campeón de Cantabria. En categoría aficionado perteneció al Ripolin Bondex (1995-1996) y al Pinturas Banaka (1997), ambos equipos vizcaínos dirigidos por Joxean Fernández, logrando un total de 17 victorias. En este equipo coincidio con los futuros profesionales Iñaki Barrenetxea y David Seco.
En 1997, en el Memorial Valenciaga, clásica eibarresa donde todos los ojeadores profesionales se acercan y donde Javier Mínguez acudió a ver a Pedro Horrillo, atrajo la atención de Mínguez al imponerse a futuros ciclistas profesionales como Horrillo (2.º), Astarloa (3.º), Mancebo (4.º), Sastre (9.º) o Sevilla (12.º). En la Vuelta al Bidasoa ganó 2 etapas.
Su consagración en el campo aficionado llegó con el subcampeonato del mundo de ciclismo en ruta de San Sebastián 1997 en categoría sub-23, en la que impuso el noruego Kurt Asle Arvesen. Previamente había sido 5.º en el Campeonato Europeo de Ciclismo en Ruta. También logró dos campeonatos de Cantabria Sub-23.

### Ciclismo profesional

#### 1998
Este año pasó al ciclismo profesional para formar parte de las filas del nuevo equipo español Vitalicio Seguros junto con Pedro Horrillo, con quien compartió filas durante mucho tiempo. Fue tercero en varias pruebas a comienzos de año, como en el Circuito de Guecho, en la Clásica de Almería o en el trofeo Luis Ocaña. Fue 2.º en dos ocasiones en la Vuelta a Asturias, siendo superado por Gordon Fraser y Laurent Jalabert.
Pero finalmente ganó una etapa en la Vuelta a Castilla y León (y fue 2.º en otra), además de debutar en dos monumentos del ciclismo (Tour de Flandes y París-Roubaix) y lograr con su equipo el triplete en el Campeonato de España en ruta, en el que terminó tercero. Pese a su temprana edad (22) y su recién estreno en el ciclismo profesional fue convocado para el Mundial de Valkenburg donde acabó en el 17.º puesto, y fue 11.º en una carrera larga como la París-Tours.

#### 1999
Pese a estar un año en blanco y pese a sus escasos días de competición por lesión, fue convocado nuevamente por el seleccionador español Francisco Antequera. Este fue duramente criticado por la prensa por haber llevado a un corredor de 23 años que sólo había conseguido durante la temporada un 2.º puesto en el Trofeo Luis Ocaña y un 1.º en Hospitalet de Llobregat. A las semanas siguientes consiguió sorprender a periodistas, aficionados y ciclistas de la talla de Markus Zberg, Jean-Cyril Robin, Francesco Casagrande, Oscar Camenzind, Frank Vandenbroucke, Jan Ullrich o Dmitri Konyshev al ganar el Mundial de Verona (Italia).
A continuación debutó en el quinto monumento del ciclismo, Giro de Lombardía, donde lució el maillot arco-iris. Tras finalizar la temporada fue contratado por el equipo más potente del momento, el equipo italiano Mapei-Quick Step que anunció su traspaso por 3 años y 100 millones por temporada. También obtuvo una victoria en Vitoria.

#### 2000
Arrancó fuerte la temporada, con triunfos parciales en la Challenge de Mallorca, en la Vuelta a la Comunidad Valenciana, en Tirreno Adriático y consiguió el tercer puesto en el primer monumento del año, la 'Classicissima', en su estreno en la Milán-San Remo tras un apretado sprint frente a Erik Zabel y Fabio Baldato.
Después de ganar dos etapas y la clasificación por puntos en la Vuelta a Aragón, además de lograr un 9.º puesto en la Amstel Gold Race, un 5.º en la Clásica de San Sebastián y un 6.º en el Campeonato de Zúrich, se confirmó su primera participación en una de las grandes vueltas por etapas al correr la Vuelta ciclista a España, donde consiguió dos victorias.
Acudió con el equipo español formado por Juan Carlos Domínguez, Abraham Olano, Santos González y Miguel Ángel Martín Perdiguero a los Juegos Olímpicos de Sídney donde ocupó el decimoséptimo puesto en la prueba de fondo en carretera tras errar en la cuenta de vueltas. A partir de entonces empezó a sufrir problemas físicos que le impidieron entrenar con normalidad afectándole anímicamente y los médicos fueron incapaces de descubrir el origen de sus dolencias. A pesar de ello consiguió el tercer puesto en el Mundial de Plouay (Francia) y posteriormente, estrenó el palmarés español en el Giro de la Provincia de Lucca. También quedó 3.º en la Escalada a Montjuic además de una etapa parcial, y fue 2.º en el Trofeo Luis Puig.

#### 2001

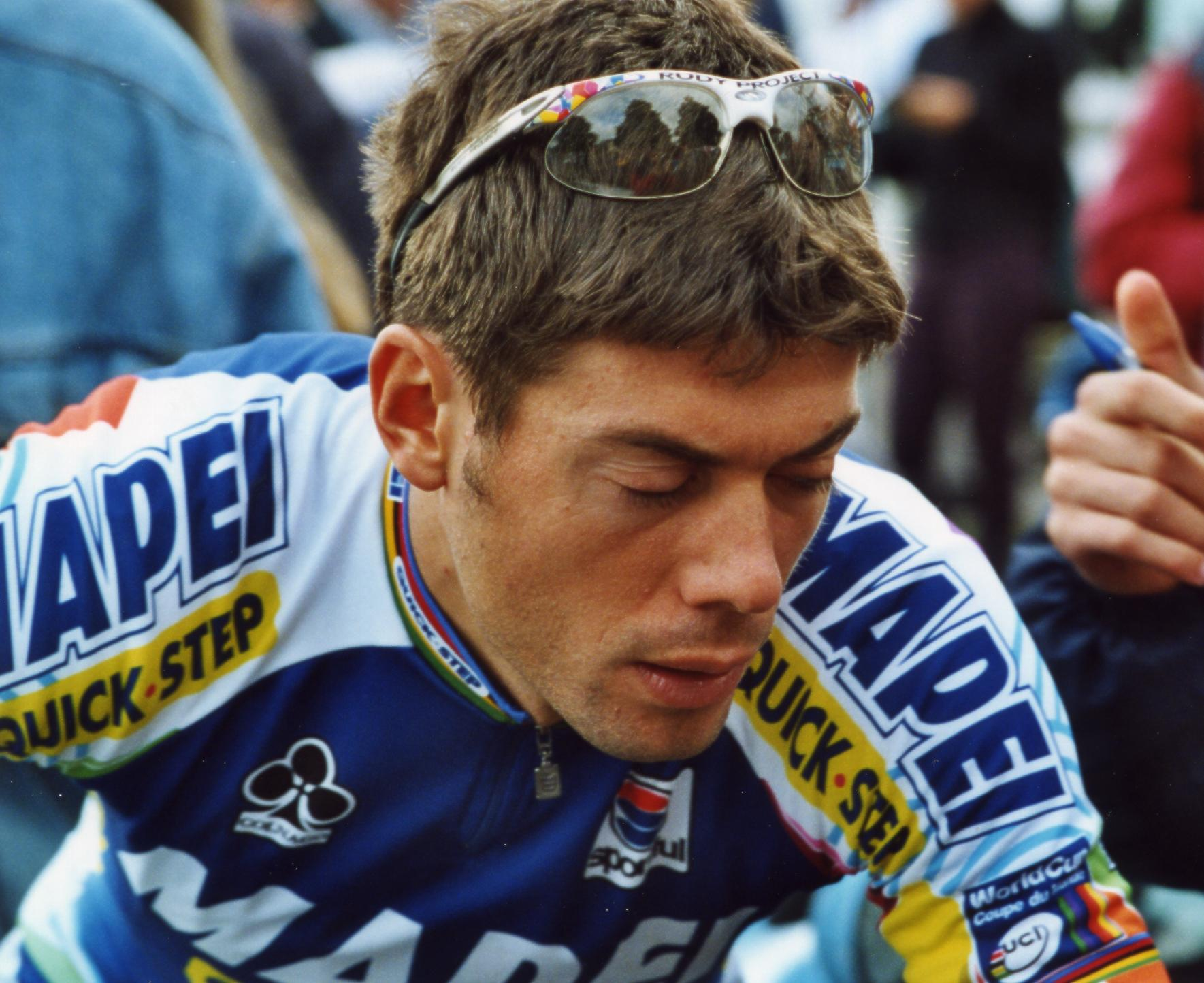
Óscar Freire en 2001 con Mapei.

En 2001 estuvo más de siete meses retirado de la carretera por una lesión de espalda. Reapareció en la Vuelta a Alemania el 29 de mayo, donde obtuvo una victoria de etapa al sprint tras sólo cuatro días de competición ante Zabel y Steels. Cuando parecía que se había recuperado de sus problemas lumbares, un virus le dejó fuera del Tour de Francia 2001, pero volvió en la Vuelta a Castilla y León, a principios de agosto, aunque tuvo que abandonar por un problema en un tendón de Aquiles.
Sin embargo, con sólo 15 días de competición obtuvo una etapa y la clasificación por puntos en la Vuelta a Burgos. Se preparó cuidadosamente y a las semanas siguientes, en el Mundial en Ruta de Lisboa, se volvió a proclamar campeón del Mundo superando a Paolo Bettini y Andrej Hauptman. La semana siguiente estrenó el pódium para el ciclismo español en la París-Tours, al quedar 2.º.

#### 2002
Comenzó la temporada ganando la primera etapa del Criterium de Grazer y dos etapas de la Challenge de Mallorca. Quedó 3.º en la Tirreno-Adriático, 5.º en la Milán-San Remo y 5.º en la Amstel Gold Race. Debutó en el monumento decano, Lieja-Bastoña-Lieja, donde trabajó para Paolo Bettini que obtuvo el triunfo. También participó por primera vez en el Tour de Francia, ganando la segunda etapa tras superar a Robbie McEwen y Erik Zabel. En el Mundial de Zolder se vio obligado a parar por una avería cuando se encontraba en el grupo donde posteriormente se jugó el título.

#### 2003
Tras la desaparición del todopoderoso Mapei, fichó por el conjunto neerlandés Rabobank. Ganó dos etapas y la clasificación por puntos en la Vuelta a Andalucía, una en la Tirreno-Adriático, fue 2.º en la Flecha Brabanzona, ganó la 5.ª etapa de la Volta a Cataluña y fue 7.º en la Milán-San Remo.
Después disputó el Tour de Francia 2003, donde terminó en 96.ª posición y su mejor posición fue un 3.º en la 3.ª etapa. Fue 2.º en la 6.ª etapa de la Vuelta a los Países Bajos y ganó dos etapas y la general del Giro de la Provincia de Lucca. En el Mundial realizó una genial labor de equipo junto a Alejandro Valverde, donde ambos evitaron cualquier intento de fuga que le privase a Igor Astarloa de lograr el entorchado mundial, siendo finalmente Valverde 2.º y Freire 9.º.

#### 2004

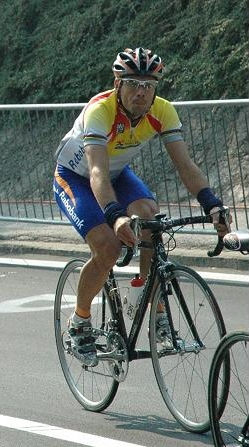
Óscar Freire con el maillot de la selección española (2004).

Al comienzo de la temporada fue 2.º en el trofeo Mallorca, 3.º en el trofeo Calviá y ganó el trofeo Cala Millor, los tres de la Challenge Vuelta a Mallorca. Fue dos veces 2.º en la Vuelta a Andalucía y ganó el trofeo Luis Puig. Después fue 2.º en la general de la Tirreno-Adriático, donde ganó una etapa y fue 2.º en otras dos. Poco más tarde ganó el primer monumento de la temporada tras imponerse a los mejores esprínteres del ciclismo en la Clásica de La Primavera, Milán-San Remo, acompañando a Miguel Poblet en tan distinguido palmarés. Fue segundo en la 5.ª etapa del Tour de Luxemburgo y disputó un año más la Vuelta a España, en la que fue 3.º en cuatro ocasiones y ganador en la 6.ª etapa.
Consiguió su tercer mundial de ciclismo en ruta con una exhibición pasmosa de la selección española, e igualando el récord histórico de triunfos de Alfredo Binda, Eddy Merckx y Rik Van Steenbergen. El alemán Erik Zabel y el italiano Luca Paolini fueron los que le acompañaron en el podio de Verona. Fue 4.º en la HEW Cyclassics, 9.º en el Campeonato de Zúrich, 3.º en la París-Tours y ganó la clasificación por puntos en el Tour de Luxemburgo. También acudió a los Juegos Olímpicos de Atenas junto a Igor González de Galdeano, Igor Astarloa, José Iván Gutiérrez y Alejandro Valverde, pero abandonó por una caída. Para terminar la temporada fue primero en las carreras no oficiales de la Amstel Curaçao Race y en el Critérium Comunidad Valenciana.
Finalmente fue 3.º en la Copa del Mundo de ciclismo 2004, tras Paolo Bettini y Davide Rebellin, pódium nunca antes conocido por un español. Además fue cuarto (tras Cunego, Bettini y Zabel) en la clasificación anual de la Unión Ciclista Internacional, con 1993 puntos, 3.º en la Bicicleta de Oro tras Armstrong y Cunego, y fue designado mejor ciclista del año al lograr el Mendrisio de Oro.

#### 2005
Comenzó la temporada ganando el Trofeo Mallorca y el Alcudia en la Challenge Vuelta a Mallorca, fue 2.º en la quinta etapa de la Vuelta a Andalucía y 3.º en el Trofeo Luis Puig. Fue capaz de ganar al mejor esprínter del momento, el italiano Alessandro Petacchi, para conseguir vencer la clasificación general de la Tirreno-Adriático llevándose además tres etapas y la clasificación por puntos. De esa manera se convirtió en el primer corredor español en conseguir la victoria en una prueba del calendario UCI Pro Tour, además de encabezar la clasificación mundial con 53 puntos. Semanas después hizo historia al convertirse en el primer español en ganar la Flecha Brabanzona. En Milán-San Remo fue 5.º, 5.º en la Flecha Valona y 10.º en la Amstel Gold Race. Más tarde un quiste en el glúteo le dejó fuera de forma y sin competir, cuyo máximo objetivo para esa temporada era vencer en el Mundial de Madrid, sobre el que comentó anteriormente que no era el mejor para sus características.

#### 2006
Ganó la tercera etapa en Tirreno-Adriático y fue 3.º en la cuarta. Fue 6.º en la Milán-San Remo y se adjudicó la Flecha Brabanzona por segundo año consecutivo, pero tras este triunfo decidió no participar en el Tour de Flandes por miedo a los pavés y al dolor en la zona del isquion. Ganó una etapa y fue 2.º en otra de la Vuelta al País Vasco, antes de ganar una etapa y ser tercero en otra en el Tour de Suiza. Disputó el Tour de Francia 2006, ganó dos etapas y fue 3.º en otras dos, antes de retirarse en la decimoctava etapa. Tras estos importantes triunfos conquistó la prestigiosa clásica Vattenfall Cyclassics, y otras pruebas de menor nivel como la Draai van de Kaai, la Profondre van Heerlen y la Profondre van Wateringen, tras las cuales no pudo competir el resto de la temporada debido a una lesión.

#### 2007

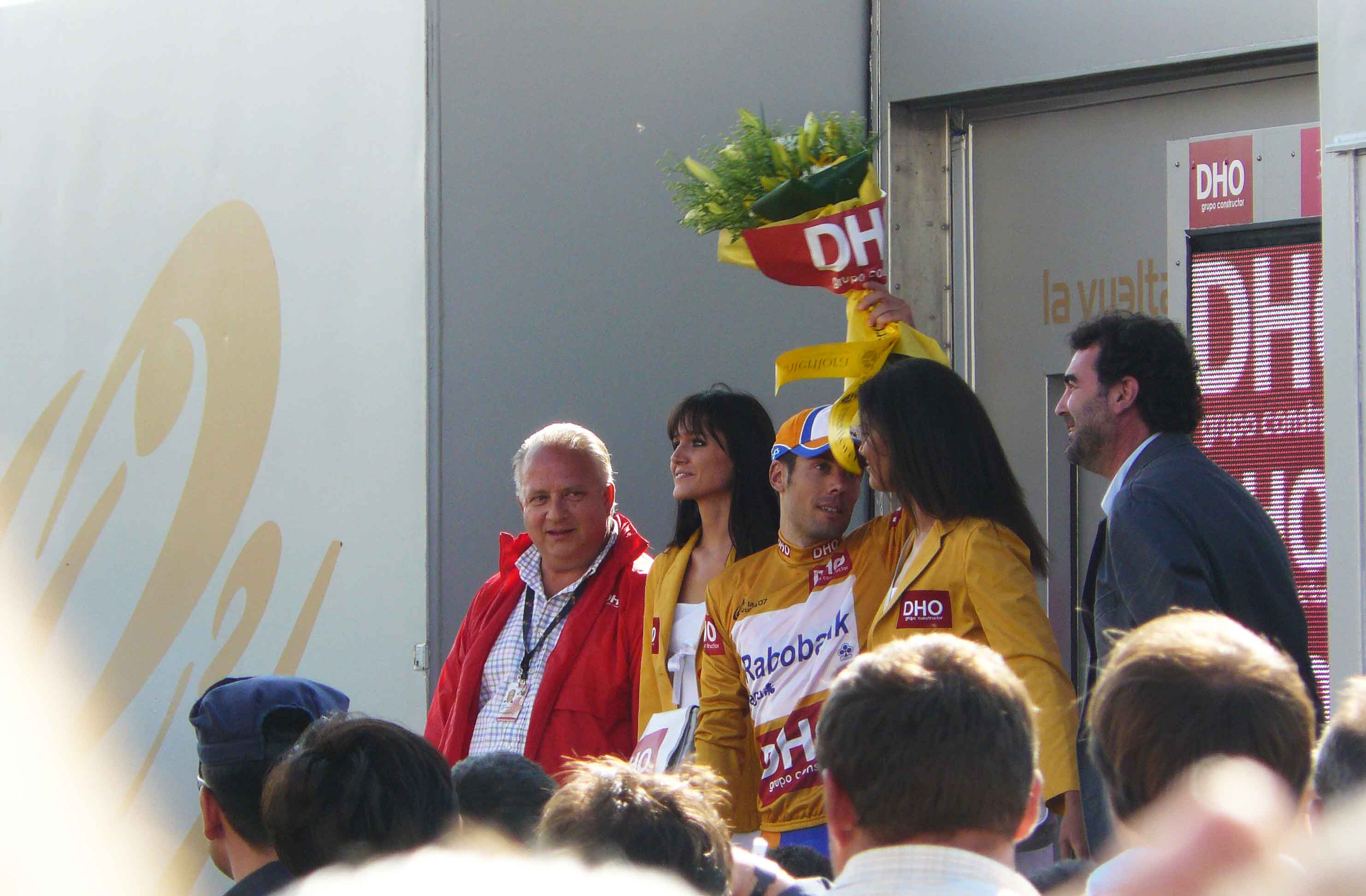
Freire con el jersey oro tras la segunda etapa de la Vuelta a España 2007.

Recuperado de la lesión que le evitó competir en media temporada del año anterior, venció en una etapa de la Challenge a Mallorca y fue 1.º en dos etapas de la Vuelta a Andalucía (2.ª y 5.ª), llevándose también la general de esta última (también fue 2.º en la tercera etapa y 3.º en la primera) y la clasificación por puntos. Después fue 2.º en la primera etapa de la Tirreno-Adriático y el 24 de marzo ganó la Milán-San Remo por segunda vez y en el centenario de su creación, imponiéndose con gran autoridad a Allan Davis, Tom Boonen, Robbie McEwen, Stuart O'Grady, Erik Zabel y Alessandro Petacchi, entre otros. Días después se hizo con su tercer título consecutivo en la Flecha Brabanzona, además de hacer pódium en la Gante-Wevelgem (fue 3.º), y 8.º en la Amstel Gold Race.
Recuperado de unos problemas que le tuvieron apartado, aunque con un forúnculo, se presentó en el Tour de Francia 2007 en el que fue 3.º en la cuarta etapa y 2.º en la quinta y sexta. A pesar de dichos resultados se vio obligado a abandonar la carrera para evitar problemas mayores. Reapareció en la Vattenfall Cyclassics con un 2.º puesto.
Tras ser el protagonista de la Vuelta a España en la primera semana tras ganar tres etapas, ser 2.º en otras dos y ser portador del jersey oro, abandonó la carrera para preparar el Mundial de Stuttgart. Sin embargo, los movimientos tácticos de la selección le privaron de estar en la lucha del oro pese a demostrar ser el más rápido en meta. Después declaró que no podía estar a los ataques y al sprint y que ni los alemanes ni los australianos habían colaborado. Durante esa semana también comentó sobre la decisión del Tribunal Arbitral del Deporte de permitir la participación de Alejandro Valverde que: "La UCI nunca ha apoyado al ciclismo, su negocio son los controles". Además de criticar otros casos similares como el de Danilo Di Luca o Erik Zabel. La semana siguiente quedó 3.º en la París-Tours. Finalizó la temporada como 5.º en el UCI ProTour 2007 con 182 puntos.

#### 2008

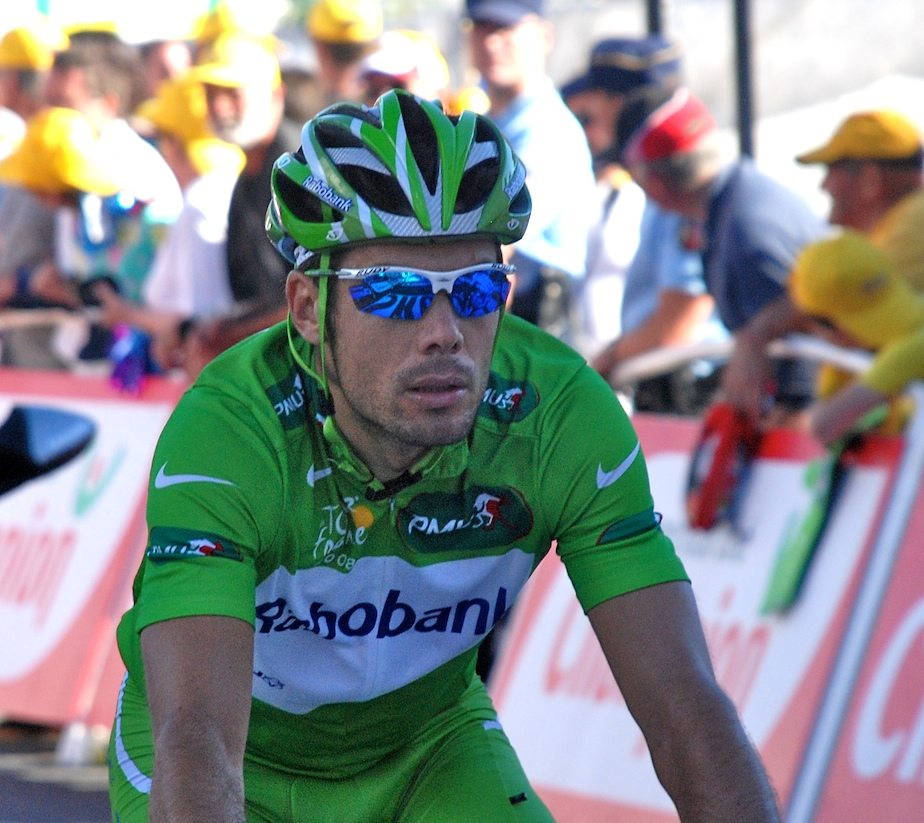
Freire con el maillot de líder de la clasificación de los puntos del Tour 2008

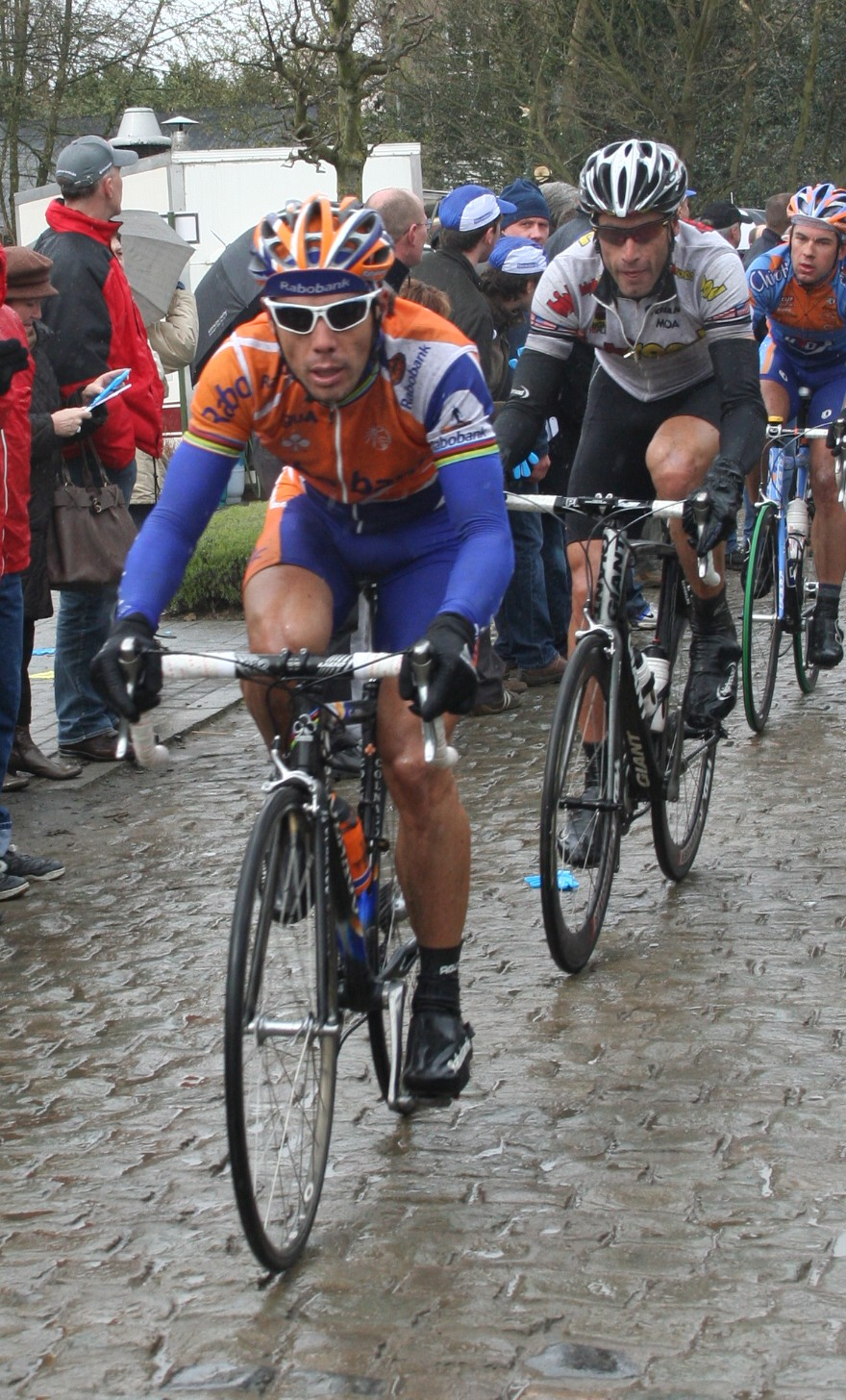
Freire y George Hincapie en el Tour de Flandes de 2008.

Comenzó el año siendo 2.º en la Clásica de Almería. El palmarés del año lo estrenó con dos etapas (1.ª y 6.ª) en la Tirreno-Adriático, además de obtener la clasificación por puntos. Era una de las primeras pruebas importantes del año y que le servía como preparación para la clásica Milán-San Remo, pero fue 8.º. Después, la racha de triunfos en la Flecha Brabanzona quedó cortada al ser 2.º, pero se resarció por partida doble. Ganó la Gante-Wevelgem, convirtiéndose en el primer español en adjudicársela, y ganó el maillot verde de la clasificación por puntos del Tour de Francia 2008, además de un triunfo parcial en la ronda gala en la 14.ª etapa. También ganó la 1.ª etapa en la Vuelta a Suiza y fue segundo en la 3.ª y 4.ª etapas. Después del Tour quedó 3.º en el Criterium de Aalst, donde ganó Sastre, pero obtuvo la victoria en el Criterium de Diksmuide, Acht van Chaam y Gouden Pijl.
Fue junto a Alberto Contador, Samuel Sánchez, Carlos Sastre y Alejandro Valverde uno de los convocados para los Juegos Olímpicos de Pekín, su tercera participación olímpica. Sin embargo, se retiró afectado por un virus, pero su compañero Samuel Sánchez ganó la medalla de oro. Participó en la Vuelta a España 2008 como preparación para el Mundial, llevándose la 11.º etapa. En el Mundial partió como favorito una vez más, pero un error técnico y táctico privó a la selección española de obtener el triunfo, siendo Freire finalmente 39.º. Después, Paolo Bettini destapó una supuesta bronca entre Valverde y Freire durante la carrera, y comentó: 

Estoy molesto con lo sucedido en este mundial en el que teníamos muchas esperanzas. Hemos corrido mal y los resultados lo demuestran. Personalmente, no pienso que haya sido porque Bettini no estuviera fuerte. Porque lo estaba. Pero yo también y hemos desaprovechado esta oportunidad.

#### 2009

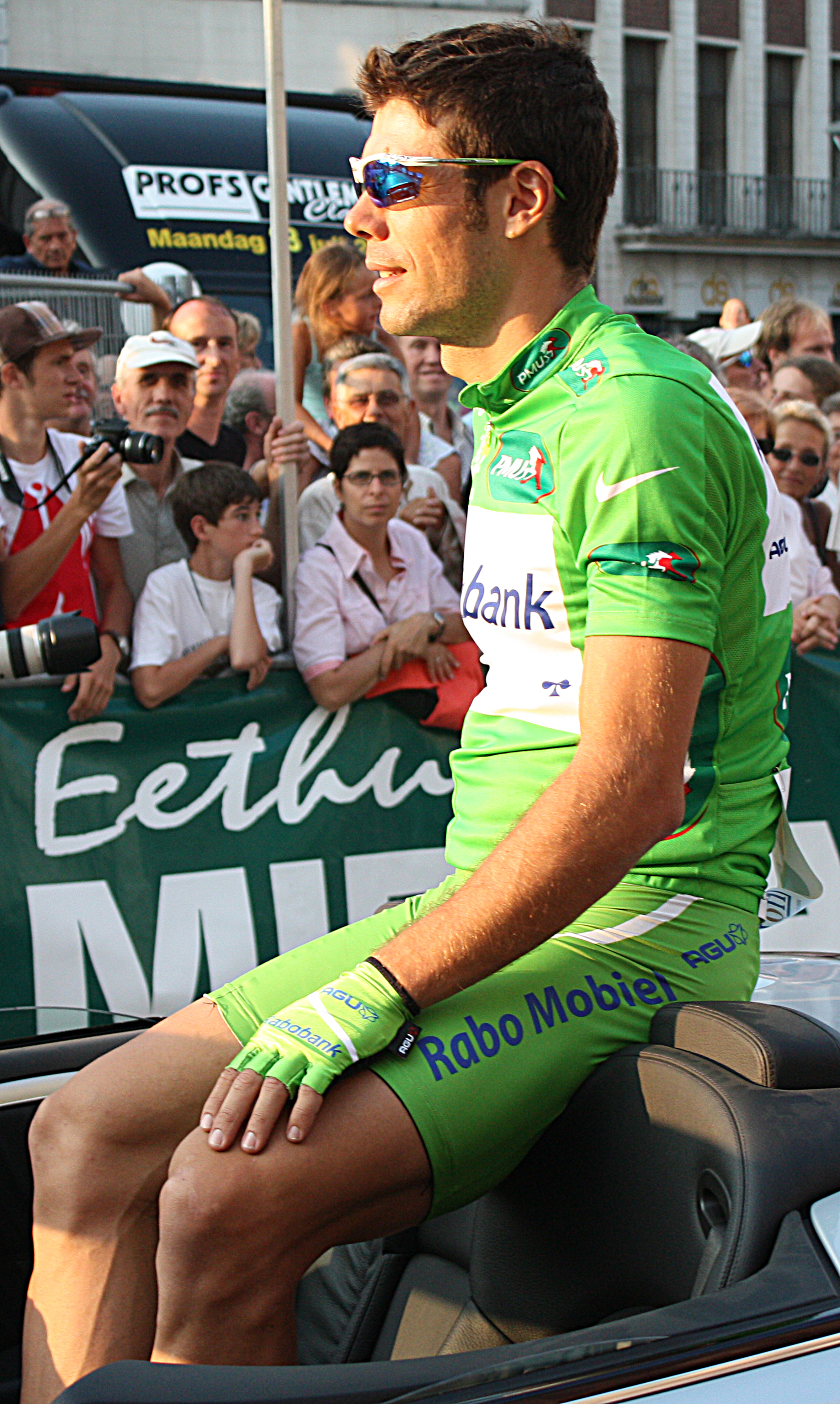
Freire como ganador del maillot verde del Tour de Francia 2008.

En febrero, durante el Tour de California fue 2.º en la tercera etapa, pero en la cuarta se fracturó dos costillas, lo que condicionó la temporada 2009, impidiéndole entrenar y competir óptimamente durante los siguientes meses. Reapareció siendo fue 14.º en la Lieja-Bastoña-Lieja. En el Tour de Romandía ganó dos etapas y fue 2.º en otras dos. En el Tour de Francia 2009 fue 2.º en la sexta etapa y 3.º en la novena, además de recibir varios perdigonazos en la decimotercera etapa.
En la Vuelta a España 2009 fue 3.º en la tercera etapa. En el Campeonato Mundial, en un circuito que no se adecuaba a sus características por la dureza del desnivel, formó parte de la selección de José Luis de Santos, y se clasificó en el puesto 15, siendo su compañero Joaquim Rodríguez medalla de bronce. Antes del terminar el año fue 5.º en la París-Tours y 3.º en la Clásica Cancún. A pesar de las críticas tras la aparición de nuevos velocistas como Greipel, Farrar y sobre todo, Cavendish, este último declaró que Farrar, Petacchi y Freire eran los únicos capaces de hacerle frente.

#### 2010

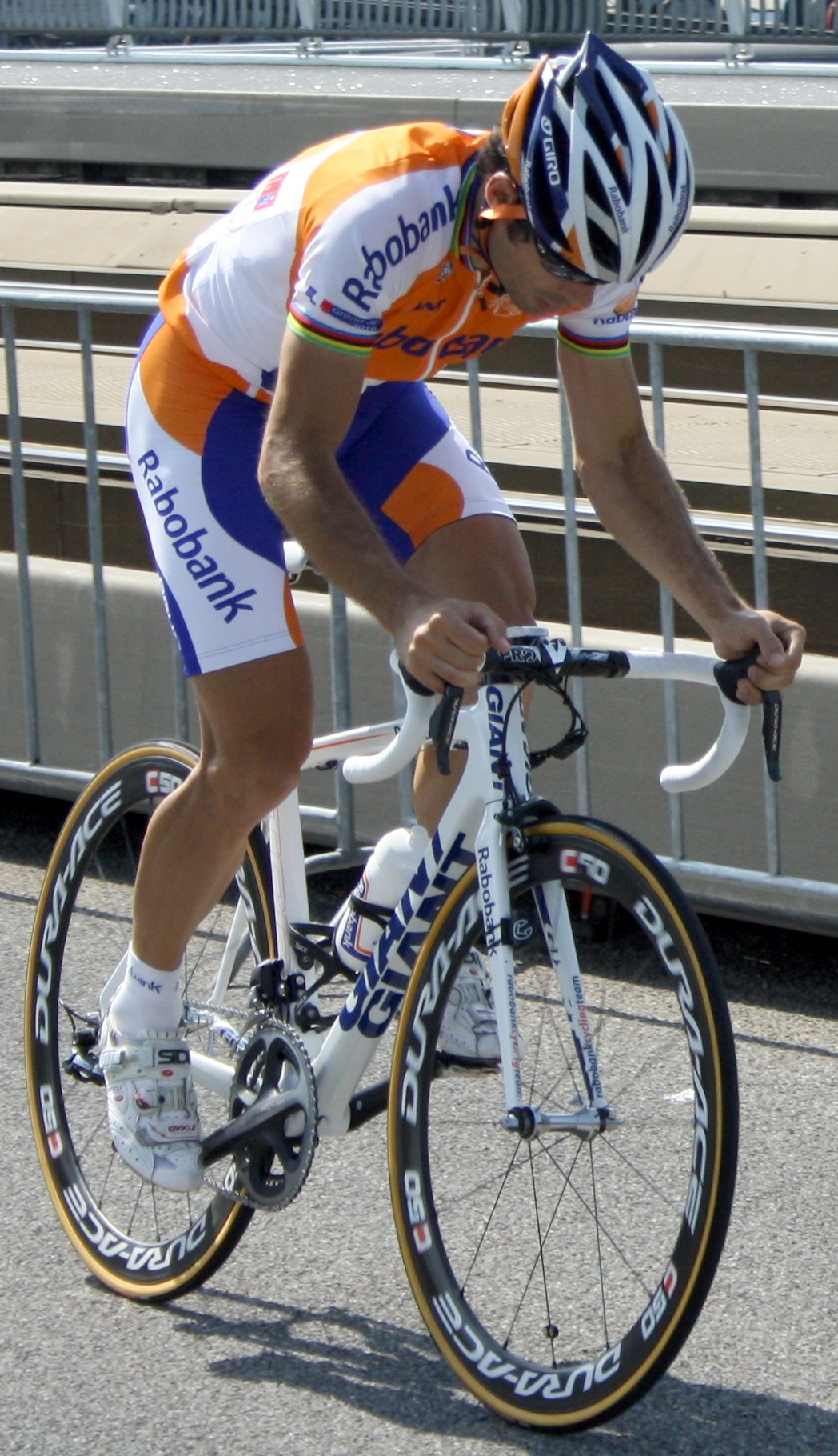
Freire en el Tour de Francia 2010.

Tras un año malo empezó la temporada con una victoria en la Challenge de Mallorca, y 2 etapas en la Vuelta a Andalucía. Después acudió con gripe a la Tirreno-Adriático, donde no disputó ninguna etapa, pero le sirvió como entrenamiento de calidad para la Milán-San Remo. Acudió a Milán como uno de los favoritos, y en San Remo hizo valer su condición imponiéndose con facilidad a Boonen y Petacchi. De este modo se convirtió en el ciclista más laureado de la Clásica italiana en la década 2001-2010 (con 3 victorias y top 10 en todas sus participaciones), colocándose detrás de Eddy Merckx (7), Costante Girardengo (6), Gino Bartali (4) y Erik Zabel (4). Poco después fue 12.º en la Gante-Wevelgem.
En la Vuelta al País Vasco la suerte no le acompañó. En la primera etapa, pese a cruzar primero la meta, fue sancionado y desplazado al segundo lugar por una maniobra ilegal en el sprint (primera vez en toda su carrera) a favor, y tras la reclamación de Valverde. En las siguientes dos etapas repitió el mismo puesto e incluso llegó a portar el maillot amarillo. Sin embargo, posteriormente Valverde fue sancionado y desposeído de los triunfos del año, dada su implicación en la trama de dopaje Operación Puerto. Por este motivo, a Freire le adjudicaron 2 etapas de la Vuelta al País Vasco 2010 en las que se había clasificado por detrás del murciano.
Fue 9.º en la Flecha Brabanzona y durante el tríptico de las Ardenas (Amstel Gold Race, Flecha Valona y Lieja-Bastoña-Lieja) sufrió problemas respiratorios y fue intervenido de sinusitis, por lo cual no pudo debutar en el Giro de Italia 2010. Reapareció en la Vuelta a Bélgica, donde rompió un tubular a 60 kilómetros por hora en la segunda etapa y terminó 8.º en la clasificación general. El 5 de junio anunció que renovaba un año más su contrato con Rabobank, hasta 2011, que sería su último año como profesional. Del 12 al 20 de ese mes disputó la Vuelta a Suiza como preparación para el Tour de Francia 2010, donde fue 2.º en la séptima etapa. En la ronda francesa sólo logró dos quintos puestos y un décimo. En los siguientes días le intervinieron de nuevo de la sinusitis polipoidea que arrastraba desde primavera.
En el Mundial de Melbourne de 2010, después de disputar la Vuelta España, consiguió un sexto puesto. Pese a esto, la semana siguiente consiguió un nuevo triunfo histórico para el ciclismo español, al lograr la París-Tours al sprint, y conseguir además el récord Ruban Jaune, otorgado al ciclista más rápido en ganar una prueba de más de 200 km, ganándola con una velocidad media de 47.729 km/h. De esta manera cerró la temporada 2010 con dos grandes Clásicas, siendo junto a Gilbert y Cancellara los ciclistas con más triunfos en este tipo de carreras.

#### 2011

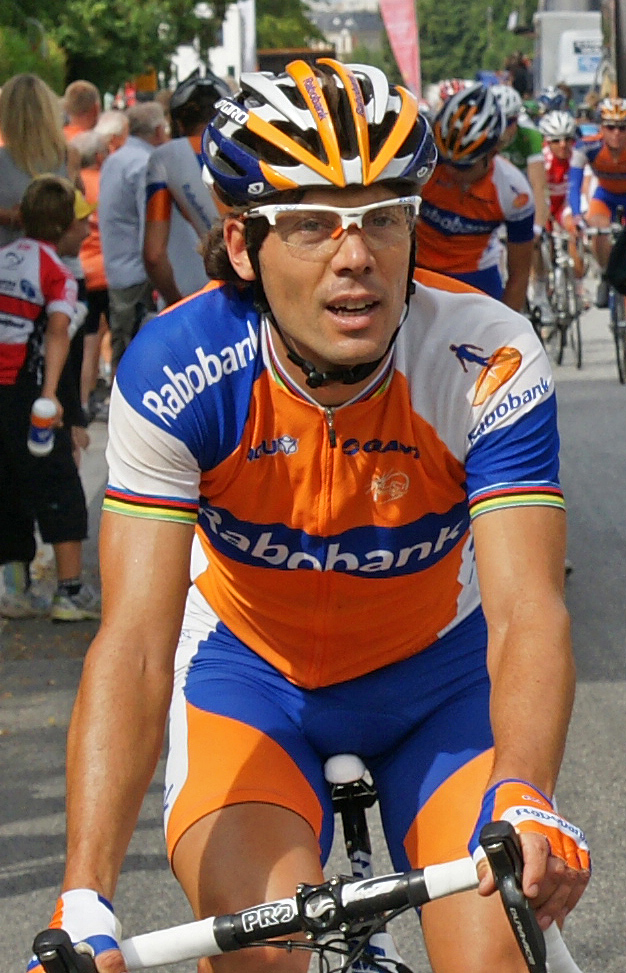
Freire durante la Vuelta a Dinamarca de 2011.

Como ya era habitual, comenzó con su puesta a punto para su primer gran objetivo de la temporada, con la clásica Milán-San Remo, la Challenge de Mallorca, la Vuelta a Andalucía, la Clásica de Almería y la Tirreno-Adriático. En la ronda andaluza consiguió 2 etapas y en la Carrera de los Dos Mares logró su primer triunfo en una contrarreloj por equipos (C.R.E.) con su equipo Rabobank. En la Clásica de Primavera no pudo estar en el grupo donde se jugaron el triunfo final, al caerse junto a otros grandes favoritos en el descenso de La Manie. Fue su peor resultado en la Classicissima al entrar en el puesto 94, ya que nunca había estado debajo del 10.º puesto. La semana siguiente no pudo participar en Gante-Wevelgem debido a una infección.
Reapareció en la Vuelta al País Vasco como preparación para el Tríptico de las Ardenas, donde al comienzo se demostró pesimista dado que llegaba en baja forma por falta de entrenamiento. Aún y todo, logró un segundo puesto en la tercera etapa y un primer puesto en la quinta, en la que luego fue descalificado. Era su segunda descalicación en su carrera profesional, ambas en la ronda vasca. Acudió también a la Flecha Brabanzona, no pudiendo estar presente en la fuga donde se disputaron el triunfo. Ocupó el puesto 11. En la Amstel Gold Race, primera del Tríptico de las Ardenas, y que realmente se disputa en tierras neerlandesas de Limburgo, ocupó el sexto lugar. Esta vez estuvo en la selección final, pero no pudo hacer nada en la subida al Cauberg ante Philippe Gilbert. No fue a la Flecha Valona y en Lieja-Bastoña-Lieja entró en el puesto número 15, siendo Gilbert el ganador en las 3 clásicas.
Disputó el Tour de Romandía, el Tour de California y la Vuelta a Suiza, pero su mejor resultado fue un segundo puesto en la 5.ª etapa en Suiza. En la Vuelta a España 2011 fue tercero en la 7.ª etapa, pero al día siguiente se retiró por una gripe. Antes del Campeonato del Mundo declaró que su futuro dependerá de las sensaciones tras la prueba, ya que su contrato con el Rabobank finaliza al concluir la temporada.
En el Mundial de Copenhague, a pesar de verse con capacidad, solo pudo ser noveno dentro de un sprint muy numeroso —dominado por la selección de Gran Bretaña y Australia— fallando en la colocación y echando de menos los lanzadores para los últimos metros. Posteriormente disputó la última carrera con Rabobank en la París-Tours donde no pudo revalidar su título. Durante las siguientes semanas fichó por el conjunto ruso Katusha para un año.

#### 2012

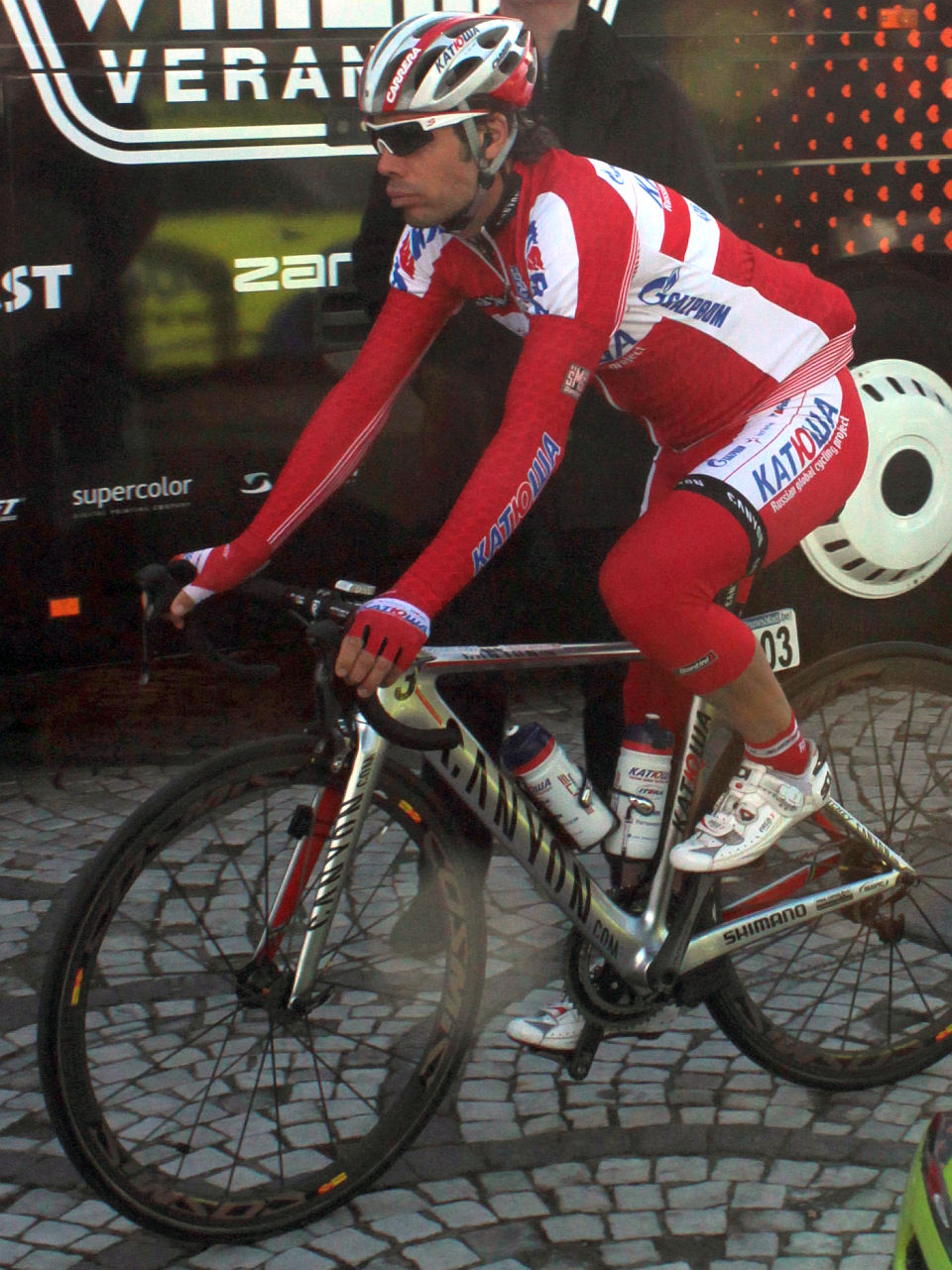
Tour de Flandes 2012

Fue su último año en activo, pero dejó patente que tenía fuerzas para continuar si hubiera decidido seguir. Debutó con victoria con su nuevo equipo en el Tour Down Under y de regreso a Europa consiguió su segundo triunfo del año en la Vuelta a Andalucía, el último de su carrera deportiva. Estuvo muy cerca de ganar en otras ocasiones, sobre todo en sus apariciones en las clásicas de primavera: fue 2.º en E3 Prijs Vlaanderen - Harelbeke y Brabantse Pijl, 4.º en Gent - Wevelgem y 7.º en la Milán-San Remo. En la Amstel Gold Race finalizó 4.º intentando ganar fugado, siendo superado únicamente en los últimos 50 metros por los tres integrantes del podio. Su mejor resultado allí. Participó en el Tour de Francia, pero una caída le obligó a abandonar y, más grave, a renunciar a los Juegos Olímpicos de Londres, donde tenía fundadas ilusiones de medalla. Regresó a la competición con la vista puesta en el Mundial de Valkenburg, donde finalizó 10.ª. Fue su último día como corredor profesional.

### Tras el ciclismo profesional
Entre los diversos homenajes que recibió tras su retirada, en pruebas cicloturistas como Mallorca 312 o Marcha Cicloturista Pedro Delgado, destaca la publicación de un libro biográfico de la editorial Titano Ediciones, escrito por el periodista Juanma Muraday. Se trata de un exhaustivo repaso a su carrera deportiva, comentada por él mismo y con decenas de entrevistas a gente del ciclismo que hablan sobre Freire. Este mismo año comenzó como comentarista de ciclismo en la COPE. En 2016 descubrió una estrella de la fama que se había creado en el barrio de Tetuán de Santander en honor a su palmarés.
A finales de 2018, tras la no renovación de Javier Mínguez al cargo de seleccionador del equipo español de ciclismo, anuncia su intención de ser el próximo seleccionador.

### Rally
Debutó como piloto de rally en 2016 año a bordo de un Kia pro cee'd GT en el Rally de Cantabria, puntuable para el Campeonato de España. Poco después participó en el Rally Princesa de Asturias, competición en la que repitió presencia al año siguiente y dos años después. En 2019 consiguió su mejor puesto hasta el momento en una prueba del Campeonato de España de Rally, con una duodécima posición en el Rally Villa de Llanes.

## Palmarés
| 1997 - Memorial Valenciaga - 2.º en el Campeonato Mundial en Ruta sub-23 1998 - 1 etapa en la Vuelta a Castilla y León - 3.º en el Campeonato de España en Ruta 1999 - Campeonato Mundial en Ruta 2000 - 1 trofeo de la Challenge Vuelta a Mallorca (Trofeo Mallorca) - 1 etapa de la Vuelta a la Comunidad Valenciana - 2 etapas de la Tirreno-Adriático - 2 etapas de la Vuelta a Aragón - 2 etapas de la Vuelta a España - 3.º en el Campeonato Mundial en Ruta - 1 etapa del Giro de la Provincia de Lucca - 1 etapa de la Escalada a Montjuic 2001 - 1 etapa de la Vuelta a Alemania - 1 etapa de la Vuelta a Burgos - Campeonato Mundial de Ruta 2002 - 2 trofeos de la Challenge Vuelta a Mallorca (Trofeo Cala Rajada-Cala Millor y Trofeo Alcudia) - 1 etapa del Tour de Francia 2003 - 2 etapas de la Vuelta a Andalucía - 1 etapa de la Tirreno-Adriático - 1 etapa de la Volta a Cataluña - Giro de la Provincia de Lucca, más 2 etapas 2004 - 1 trofeo de la Challenge Vuelta a Mallorca (Trofeo Alcudia) - Trofeo Luis Puig - 1 etapa de la Tirreno-Adriático - Milán-San Remo - 1 etapa de la Vuelta a España - Campeonato Mundial en Ruta - 3.º en la Copa del Mundo 2005 - 2 trofeos de la Challenge Vuelta a Mallorca (Trofeo Mallorca y Trofeo Alcudia) - Tirreno-Adriático, más 3 etapas - Flecha Brabanzona | 2006 - 1 etapa de la Tirreno-Adriático - Flecha Brabanzona - 1 etapa de la Vuelta al País Vasco - 1 etapa del Vuelta a Suiza - 2 etapas del Tour de Francia - Vattenfall Cyclassics 2007 - 1 trofeo de la Challenge Vuelta a Mallorca (Trofeo Pollensa) - Vuelta a Andalucía, más 2 etapas - Milán-San Remo - Flecha Brabanzona - 3 etapas de la Vuelta a España 2008 - 3 etapas de la Tirreno-Adriático - Gante-Wevelgem - 1 etapa de la Vuelta a Suiza - 1 etapa del Tour de Francia, más clasificación por puntos - Acht van Chaam - 1 etapa de la Vuelta a España 2009 - 2 etapas del Tour de Romandía 2010 - 1 trofeo de la Challenge Ciclista a Mallorca (Trofeo Cala Millor-Cala Millor) - 2 etapas de la Vuelta a Andalucía - Milán-San Remo - 2 etapas de la Vuelta al País Vasco - París-Tours 2011 - 2 etapas de la Vuelta a Andalucía 2012 - 1 etapa del Tour Down Under - 1 etapa de la Vuelta a Andalucía |

## Resultados
Durante su carrera deportiva ha conseguido los siguientes puestos en Grandes Vueltas y carreras de un día.

### Grandes Vueltas

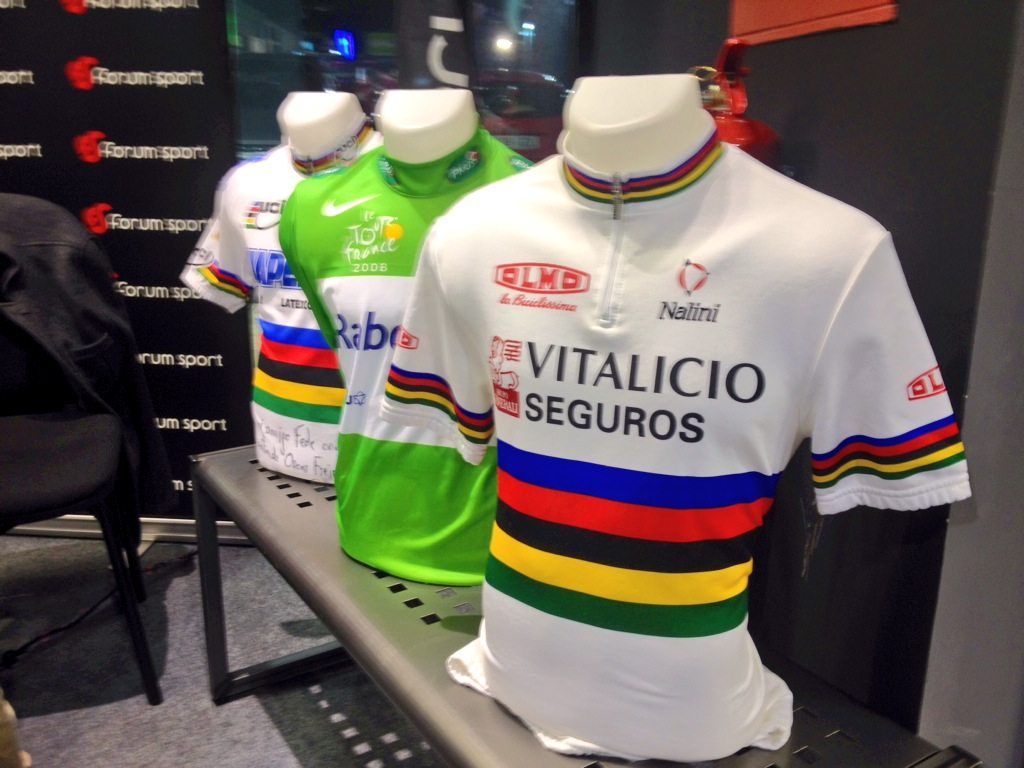
Algunos de los maillots de Freire.

| Carrera | Carrera         | 1998 | 1999 | 2000 | 2001 | 2002 | 2003 | 2004 | 2005 | 2006 | 2007 | 2008 | 2009 | 2010  | 2011 | 2012 |
| ------- | --------------- | ---- | ---- | ---- | ---- | ---- | ---- | ---- | ---- | ---- | ---- | ---- | ---- | ----- | ---- | ---- |
|         | Giro de Italia  | —    | —    | —    | —    | —    | —    | —    | —    | —    | —    | —    | —    | —     | —    | —    |
|         | Tour de Francia | —    | —    | —    | —    | Ab.  | 96.º | —    | —    | Ab.  | Ab.  | 68.º | 99.º | 141.º | —    | Ab.  |
|         | Vuelta a España | —    | —    | Ab.  | Ab.  | Ab.  | —    | Ab.  | —    | —    | Ab.  | Ab.  | Ab.  | Ab.   | Ab.  | —    |

### Clásicas, Campeonatos y JJ. OO.
| Carrera                | Carrera                | 1998 | 1999 | 2000 | 2001 | 2002  | 2003 | 2004 | 2005 | 2006 | 2007 | 2008 | 2009 | 2010 | 2011 | 2012 |
| ---------------------- | ---------------------- | ---- | ---- | ---- | ---- | ----- | ---- | ---- | ---- | ---- | ---- | ---- | ---- | ---- | ---- | ---- |
| Omloop Het Nieuwsblad  | Omloop Het Nieuwsblad  | —    | —    | —    | —    | —     | 64.º | —    | —    | —    | —    | —    | —    | —    | —    | —    |
| Kuurne-Bruselas-Kuurne | Kuurne-Bruselas-Kuurne | —    | —    | —    | —    | —     | 26.º | —    | —    | —    | —    | —    | —    | Ab.  | —    | —    |
|                        | Milán-San Remo         | —    | —    | 3.º  | —    | 5.º   | 7.º  | 1.º  | 5.º  | 6.º  | 1.º  | 8.º  | —    | 1.º  | 94.º | 7.º  |
| A Través de Flandes    | A Través de Flandes    | —    | —    | —    | —    | —     | —    | —    | —    | —    | —    | —    | —    | —    | —    | 97.º |
| E3 Harelbeke           | E3 Harelbeke           | —    | —    | —    | —    | —     | 23.º | 13.º | Ab.  | —    | 12.º | 56.º | —    | —    | —    | 2.º  |
| Gante-Wevelgem         | Gante-Wevelgem         | —    | —    | —    | —    | —     | 38.º | Ab.  | —    | —    | 3.º  | 1.º  | —    | 12.º | —    | 4.º  |
|                        | Tour de Flandes        | —    | —    | —    | —    | —     | 30.º | 23.º | —    | —    | 49.º | 39.º | —    | —    | —    | 12.º |
| Scheldeprijs           | Scheldeprijs           | —    | —    | 14.º | —    | —     | —    | —    | —    | —    | —    | —    | —    | —    | —    | —    |
|                        | París-Roubaix          | Ab.  | Ab.  | —    | —    | —     | —    | —    | —    | —    | —    | —    | —    | —    | —    | —    |
| Flecha Brabanzona      | Flecha Brabanzona      | —    | —    | —    | —    | —     | 2.º  | —    | 1.º  | 1.º  | 1.º  | 36.º | —    | 9.º  | 11.º | 2.º  |
| Amstel Gold Race       | Amstel Gold Race       | 45.º | —    | 9.º  | —    | 5.º   | 14.º | 14.º | 10.º | 17.º | 8.º  | 16.º | 64.º | 14.º | 6.º  | 4.º  |
| Flecha Valona          | Flecha Valona          | —    | —    | —    | —    | 19.º  | 51.º | 32.º | 5.º  | 74.º | 12.º | 33.º | 58.º | 86.º | —    | 83.º |
|                        | Lieja-Bastoña-Lieja    | —    | —    | —    | —    | 22.º  | 35.º | 14.º | 95.º | 14.º | 78.º | 11.º | 14.º | Ab.  | 15.º | 24.º |
| Vattenfall Cyclassics  | Vattenfall Cyclassics  | —    | —    | 13.º | —    | 25.º  | —    | 4.º  | —    | 1.º  | 2.º  | —    | —    | —    | —    | —    |
| Clásica San Sebastián  | Clásica San Sebastián  | 72.º | —    | 5.º  | —    | 11.º  | 83.º | 11.º | —    | —    | —    | —    | Ab.  | —    | 70.º | —    |
| Bretagne Classic       | Bretagne Classic       | —    | —    | 28.º | —    | —     | —    | —    | —    | —    | —    | —    | —    | —    | —    | —    |
| París-Tours            | París-Tours            | 11.º | 59.º | 44.º | 2.º  | 11.º  | 42.º | 3.º  | —    | —    | 3.º  | 18.º | 5.º  | 1.º  | 20.º | —    |
|                        | Giro de Lombardía      | —    | —    | 13.º | 21.º | 26.º  | 49.º | Ab.  | —    | —    | Ab.  | —    | —    | Ab.  | —    | —    |
| JJ. OO. (Ruta)         | JJ. OO. (Ruta)         | X    | X    | 17.º | X    | X     | X    | Ab.  | X    | X    | X    | Ab.  | X    | X    | X    | —    |
| Mundial en Ruta        | Mundial en Ruta        | 17.º | 1.º  | 3.º  | 1.º  | 156.º | 9.º  | 1.º  | —    | —    | 14.º | 39.º | 15.º | 6.º  | 9.º  | 10.º |
| España en Ruta         | España en Ruta         | 3.º  | —    | —    | —    | —     | —    | —    | —    | —    | —    | —    | —    | —    | —    | —    |

 —: No participa

Ab.: Abandona

X: Ediciones no celebradas

## Equipos
- Vitalicio Seguros-Grupo Generali (1998-1999)
- Mapei-Quick Step (2000-2002)
- Rabobank (2003-2011)
  - Rabobank (2003-2010)
  - Rabobank Cycling Team (2011)
- Katusha Team (2012)

## Otros triunfos
Estas carreras no están adscritas a ningún calendario de la UCI, por lo tanto no computan en el número total de victorias oficiales.
| 1999 - Critérium Vitoria (Memorial Jacinto González de Heredia) - Critérium L'Hospitalet de Llobregat - Critérium Las Rozas-Barrio de Luche (Memorial Isabel Clavero) 2000 - Critérium Valencia - Critérium Ibiza 2001 - Critérium de la ACP (Ibiza) - Memorial Isabel Clavero 2002 - Critérium de Graz - Critérium de Innsbruck | 2004 - Amstel Curaçao Race - Critérium Comunidad Valenciana 2006 - Draai van de Kaai - Profronde van Heerlen - Profronde van Wateringen 2008 - Acht van Chaam - Diksmuide - Gouden Pijl Emmen 2012 - Ronde d'Aix-en-Provence |

## Premios, reconocimientos y distinciones

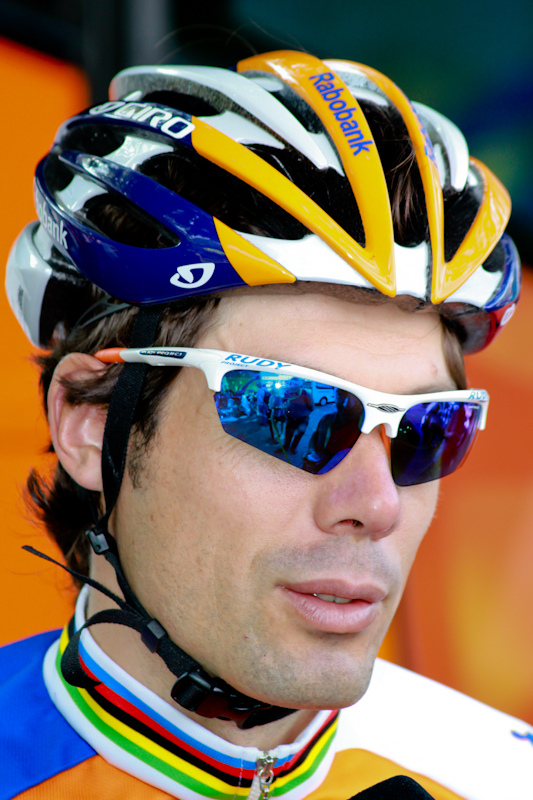
Freire en el prólogo del Tour de Romandía 2011.

- Orden Olímpica (2000)
- Medalla de Plata de la Real Orden del Mérito Deportivo (2000)[76]
- Medalla de Oro de la Real Orden del Mérito Deportivo (2001)
- Hijo Predilecto de Cantabria (2001)
- Medalla de Oro de la Ciudad de Torrelavega (2001)
- 3.º de la Bicicleta de Oro (2004)
- Alcalde Honorario de la Ciudad de Torrelavega (2004)
- Mendrisio de Oro (2004)
- Estrella en el paseo de la fama de Tetuán en Santander (2016)

## Resultados en rally

### Campeonato de España de Rally
| Año  | Equipo          | Vehículo         | 1   | 2   | 3   | 4   | 5      | 6       | 7      | 8      | 9        | 10  | 11  | Posición | Puntos |
| ---- | --------------- | ---------------- | --- | --- | --- | --- | ------ | ------- | ------ | ------ | -------- | --- | --- | -------- | ------ |
| 2016 | Grupo Autogomas | Kia pro cee'd GT | CNR | ADE | SMO | FER | CAN 16 | OUR     | PDA 24 | LLA    | MED      | MAD |     | 60.º     | 6      |
| 2017 | Grupo Autogomas | Kia pro cee'd GT | SMO | ECI | ADE | OUR | FER    | PDA Ret | LLA    | CAN    | MED      | MAD |     | -        | 0      |
| 2018 | Blendio         | Kia pro cee'd GT | COC | SMO | ECI | ADE | OUR    | FER     | PDA 24 | LLA    | CAN      | MED | MAD | -        | 0      |
| 2019 | Blendio         | Citroën C3 N5    | SMO | CAN | ADE | OUR | COC    | FER     | PDA 14 | LLA 12 | CAN Ret. | MED | MAD | 47.º     | 16     |

## Vida privada
Hijo pequeño de Raquel y de Antonio, se casó con su novia Laura Cobo el 25 de octubre de 2003. Con ella ha tenido tres hijos, el primero Marcos, el segundo Matteo y el tercero Manuel.